# Benedictinas de Santa Gertrudis
La Congregación de Santa Gertrudis (oficialmente en italiano: Congregazione di Santa Geltrude), también conocida como Congregación de Hermanas Benedictinas de Santa Gertrudis, es una congregación religiosa católica femenina de vida apostólica y de derecho pontificio, fundada por Leonilda Gómez d'Arza, en Nápoles, en 1916. A las religiosas de este instituto se les conoce como benedictinas de Santa Gertrudis y posponen a sus nombres las siglas O.S.B.

## Historia
La congregación tiene sus orígenes en la obra de la oblata benedictina Leonilda Gómez d'Arza, quien en 1903 abrió una casa para hospedar a jóvenes trabajadoras, intitulada a Santa Gertrudis. Con el tiempo, el número de jóvenes creció y Leonilda intuyó que debía fundar una congregación religiosa para dedicarse al servicio de la casa de acogida. Con la aprobación del papa Benedicto XV, la religiosa profesó sus votos el 5 de octubre de 1916. Esa es la fecha que la congregación retiene como la de la fundación. El arzobispo de Nápoles aprobó el instituto como congregación de derecho diocesano, el 16 de noviembre de 1923. Mientras que la Santa Sede la ascendió al rango pontificio, por medio del Decretum laudis del 19 de febrero de 1935.

## Organización
La Congregación de Santa Gertrudis es un instituto religioso pontificio centralizado, cuyo gobierno es ejercido por la superiora general, elegida para un periodo de seis años, que se pueden repetir. A ella le coadyuva un consejo de cuatro religiosas. La sede central se encuentra en Nápoles.
Las benedictinas de Santa Gertrudis se dedican a la educación y formación cristiana de la juventud. En 2015, el instituto contaba con unas 24 religiosas y 4 conventos, presentes en todos en Italia.